# José Bonifácio (São Paulo)
José Bonifácio é um município brasileiro do estado de São Paulo. Sua população conforme o Censo 2022 (IBGE) era de 36 633 habitantes.. O município é formado pela sede e pelos povoados de Machados e Santa Luzia. A cidade faz parte da Região Metropolitana de São José do Rio Preto.

## História
O marco inicial de fundação da cidade se deu em lugar usado para pouso de boiadas, em 1906, à margem esquerda do córrego Cerradão. O local foi escolhido pelo fundador José Crescêncio de Souza, para construir os três primeiros casebres de pau-a-pique, na via que ficou conhecida como "Rua do sapo", onde havia muitos desses anfíbios. Atualmente esse ponto é o cruzamento da Rua 13 de Maio, antiga Rua do Comércio e primeiro centro da povoação, com a Avenida 9 de Julho.
Dois anos depois, em 1908, se juntaram os irmãos Manuel, Justino e Carlos Rodrigues de Sant'Anna, que decidiram doar treze alqueires de terra à Igreja para constituição de um Patrimônio. O pequeno povoado que se formava tomou emprestado o nome do riacho à beira do qual nasceu. A primeira capela foi construída em 1913, tendo como padroeiro, São João Batista. No ano seguinte, pela "Lei Nº. 1.415" de 7 de julho de 1914, a Vila Cerradão é alçada à Distrito de Paz.
A partir de 1918, quando Antônio Gonçalves da Silva assume o cargo de escrivão de paz, ocorrem importantes avanços, tornando-se ele, um dos principais líderes pela emancipação política da localidade. Desse esforço, por determinação da Lei Nº 2.007 de 23 de dezembro de 1924, o distrito é transferido do município de São José do Rio Preto para o de Mirassol, com a denominação de José Bonifácio, em homenagem ao Patriarca da Independência do Brasil.
Neste período é construída a estrada interligando o distrito, desde o Salto do Avanhandava, no Rio Tietê, hoje submerso pelo reservatório da Usina Hidrelétrica de Nova Avanhandava, até a cidade de Rio Preto.

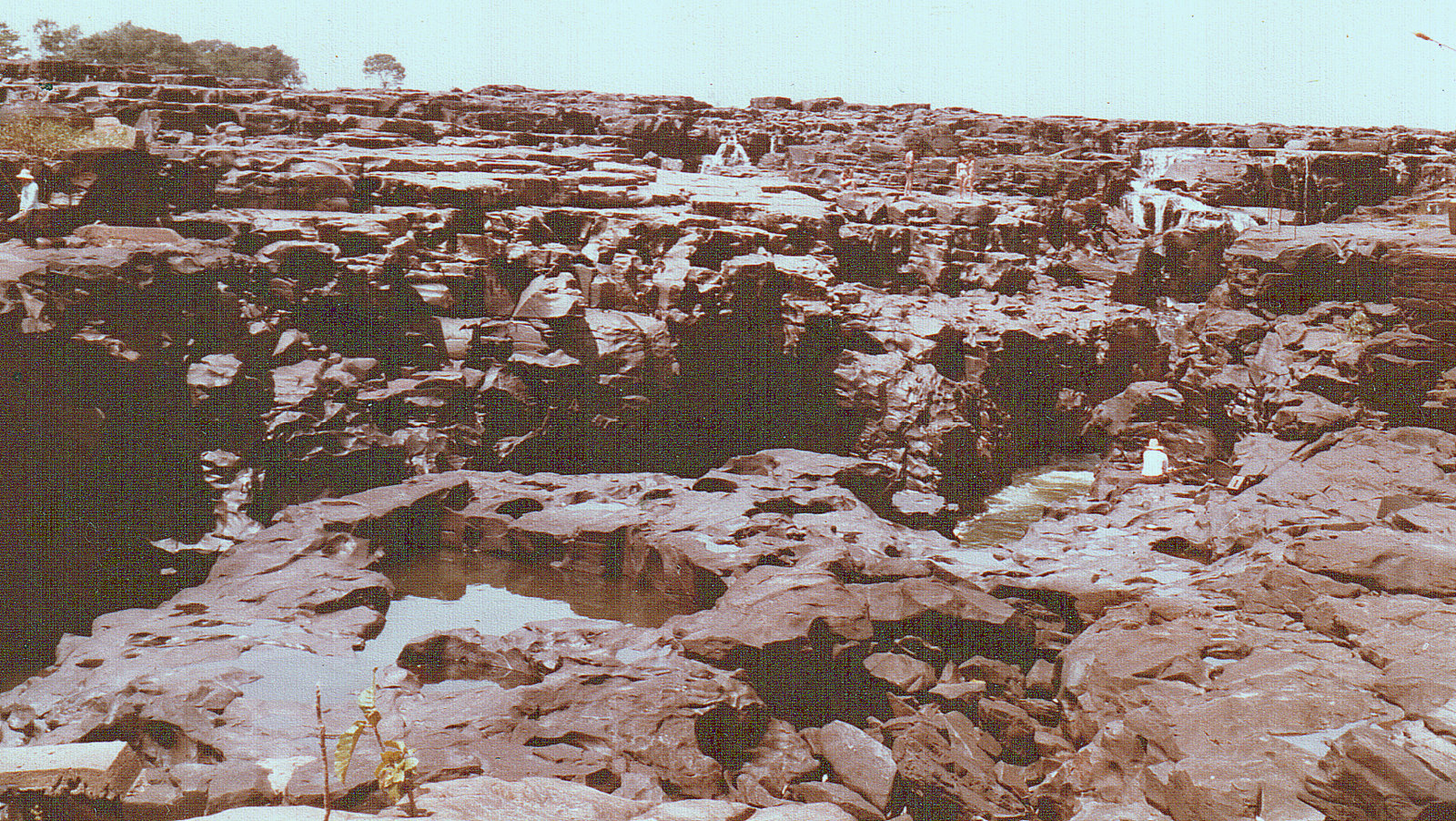
Corredeiras do Salto do Avanhandava, antes de serem submersas (1979).

Cria-se o Correio Federal, fundam-se as Escolas Reunidas, além de iniciar o arruamento da sede distrital. A antiga capela é substituída em 1919 por outra de alvenaria, com a frente para a atual Avenida Campos Sales, ou seja, voltada para o nascer do Sol. Essa capela, na década de 1940, foi demolida, após ser edificada a atual igreja, face a face à anterior, contrariando a tradição, acima citada, para aproveitar o largo existente. O autor desse templo foi o Cônego Maurício Caputo, que contratou o construtor bonifaciano, Manoel da Silva Oliveira. Por fim, Monsenhor Ângelo Angioni concretiza, na década de 1990, o sonho acalentado desde a origem, de ter as naves laterais em forma de cruz, com as ampliações concluídas da matriz.
Decorridos vinte anos da fundação, pela Lei Nº 2.177 de 28 de dezembro de 1926, é criado o Município de José Bonifácio, instalado solenemente em 6 de junho de 1927, sendo eleitos para primeiro presidente da Câmara Municipal João Domingues do Amaral e, Pedro Brandão dos Reis, primeiro vice-presidente. O primeiro prefeito foi Carlos Cassetari e primeiro vice-prefeito, Saturnino da Silva Queiroz.

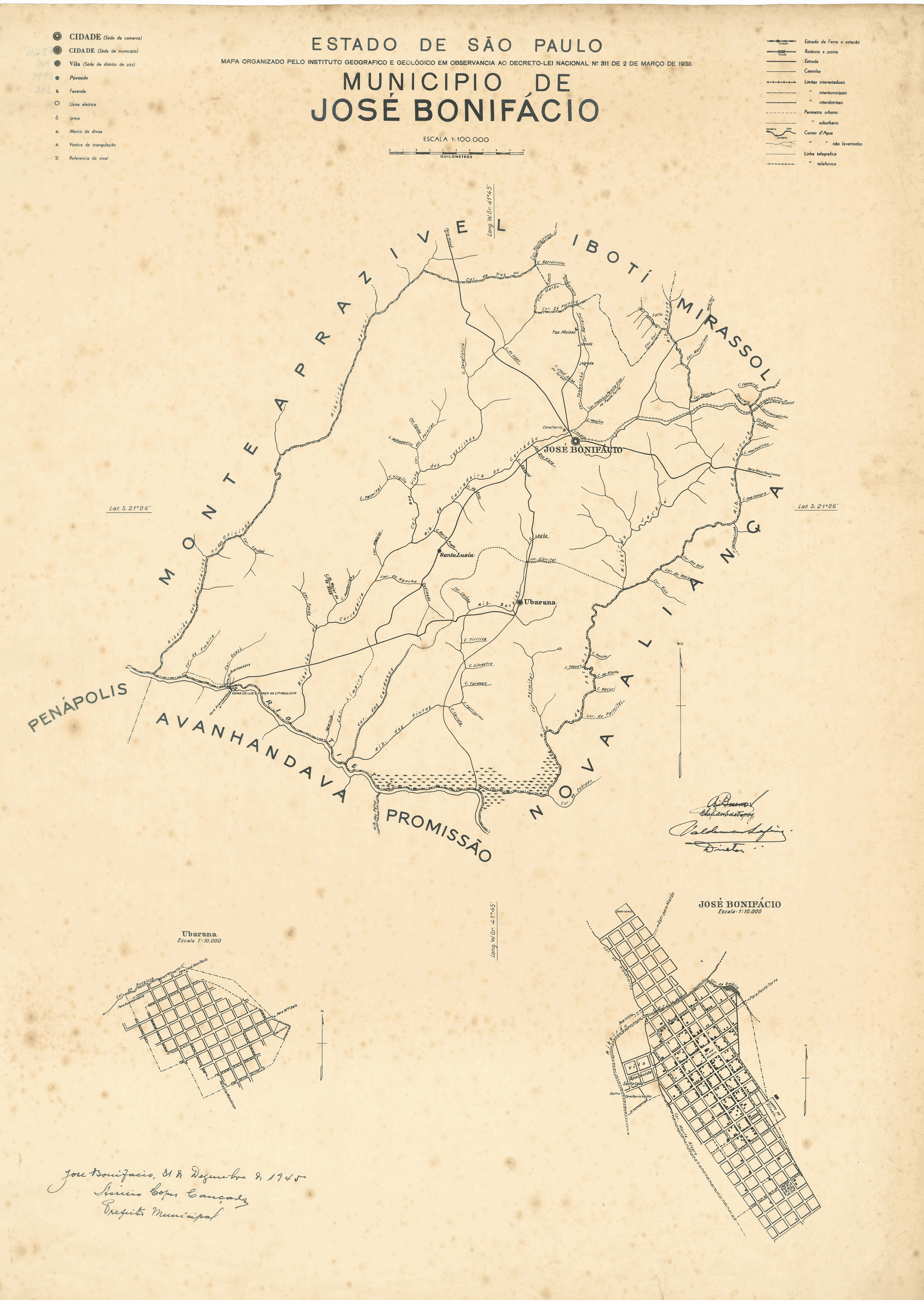
Mapa de José Bonifácio (1944).

Completando o ciclo, a Comarca de José Bonifácio foi criada em 30 de novembro de 1938, pelo Decreto Nº 9.775, desmembrando-se da Comarca de Rio Preto. O Dr. Euclides Custódio da Silva foi designado primeiro juiz de direito e o Dr. Joaquim Bandeira de Melo o primeiro promotor público da Comarca de José Bonifácio.

## Geografia
Localiza-se a uma latitude 21º03'10" Sul e a uma longitude 49º41'18" Oeste, estando a uma altitude de 458 metros. Possui uma área de 859.947 km². Está localizada no norte/noroeste do estado, a 467 km da cidade de São Paulo.

### Hidrografia
- Rio Tietê;
- Ribeirão da Boa Vista;
- Ribeirão do Cerradão;
- Ribeirão da Corredeira;
- Ribeirão da Fartura;
- Ribeirão dos Ferreiros;
- Ribeirão do Jacaré.

### Clima
Segundo dados do Instituto Nacional de Meteorologia (Inmet), a temperatura mínima registrada em José Bonifácio foi de 0,7 ºC, ocorrida no dia 28 de junho de 2013. Já a máxima foi de 41,3 ºC, observada no dia 30 de outubro de 2012. O maior acumulado de chuva registrado na cidade em 24 horas foi de 110,0 mm, em 24 de dezembro de 1998]. Em 16/10/2014 foi registrada a segunda maior temperatura, de 40,2 ºC

### Rodovias
- SP-425 - Rodovia Assis Chateaubriand
- BR-153 - Rodovia Transbrasiliana

## Demografia

### Dados demográficos
Dados do Censo - 2010
População total: 32.763
- Urbana: 29.684
- Rural: 3.079
- Homens: 16.351[16]
- Mulheres: 16.412

Densidade demográfica (hab./km²): 38,1
Taxa de alfabetização: 94,1%
Dados do Censo - 2000
- Mortalidade infantil até 1 ano (por mil): 8,96
- Expectativa de vida (anos): 75,42
- Taxa de fecundidade (filhos por mulher): 2,31
- Índice de Desenvolvimento Humano (IDH-M): 0,817
- IDH-M Renda: 0,746
- IDH-M Longevidade: 0,840
- IDH-M Educação: 0,866

(Fonte: IPEADATA)
Dados IBGE 2014
| População estimada 2014           | 35.197      |
| População 2010                    | 32.763      |
| Área da unidade territorial (km²) | 859,947     |
| Densidade demográfica (hab/km²)   | 38,10       |
| Código do Município               | 3525706     |
| Gentílico                         | bonifaciano |

## Economia
O Setor terciário é o mais relevante da economia de José Bonifácio, com 62,3% do PIB. A indústria corresponde a 29,1%. A Agropecuária é 8,4% do PIB.
Desde a fundação, as atividades agrícolas mantém a base sócio econômica do município, destacando-se a rizicultura. Aos poucos, novas culturas foram sendo introduzidas, entre elas o café, milho e soja. A pecuária, outra atividade de grande importância local, também promoveu o desenvolvimento de José Bonifácio que, além da alta produção de leite, possibilitou a instalação de indústrias de conservação de carnes, tanto bovinas como suínas.

## Infraestrutura

### Comunicações
O sistema de telefones automáticos foi inaugurado na cidade em 1974 pela Telecomunicações de São Paulo (TELESP), que também implantou o sistema de discagem direta à distância (DDD) em 1977 com o código de área (0172). Anteriormente a cidade era atendida pela Cia. Telefônica Rio Preto, empresa administrada pela Companhia Telefônica Brasileira (CTB).
Na década de 90 o código DDD da cidade foi alterado para (017), para padronização do sistema telefônico com a telefonia celular que estava sendo implantada em todo o estado.

## Religião
O Cristianismo se faz presente na cidade da seguinte forma:

### Igreja Católica
- A igreja faz parte da Diocese de São José do Rio Preto.[26]

### Igrejas Evangélicas
Entre as igrejas protestantes históricas, pentecostais e neopentecostais, encontram-se na cidade:
- Assembleia de Deus Ministério do Belém.[29][30]
- Congregação Cristã no Brasil.[31]
- Igreja Presbiteriana Independente do Brasil.[32]